# Дыбалово
Дыбалово — опустевшая деревня в Ржевском районе Тверской области, входит в Сельское поселение Успенское.

## История
В годы Великой Отечественной войны у деревни шли ожесточённые бои.
28 сентября 1942 года в бою за деревню погиб родной брат Николая Гастелло — Виктор
Похоронили его у моста через реку Бойня близ освобожденной Дыбалово. Родственники о месте захоронения ничего не знали. В 1954 году офицерскую номерную могилу обнаружили сапёры.

## География
Деревня стоит на берегу р. Бойня.

## Население
| 2008 | 2010 |
| ---- | ---- |
| 0    | →0   |